# Nolo
Con il termine nolo si identifica un contratto di noleggio tra due soggetti, pubblici o privati, avente ad oggetto l'utilizzo di un bene.

## Tipologie
Si distingue tra nolo a freddo e nolo a caldo: il nolo a freddo consiste nel fornire un bene senza alcun operatore addetto all'uso (è il tipico caso che si verifica nei cantieri: la ditta A conclude un contratto di nolo a freddo con la ditta B in forza del quale A fornisce a B un escavatore: sarà compito di B trovare qualcuno in grado di far funzionare l'escavatore); il nolo a caldo, invece, prevede la fornitura di un bene e del personale addetto al suo impiego (nell'esempio fatto, il nolo a caldo avrà ad oggetto l'escavatore e l'escavatorista.